# František II. Pálffy
František II. Pállfy z Erdődu (německy Franz II. Pálffy ab Erdöd, maďarsky Erdődyi Pállfy II. Ferenc, 3. srpna 1660 – srpen 1687) byl uherský šlechtic z rodu Pálffyů.

## Život
Narodil se jako syn Mikuláše IV. Pállfyho z Erdődu, strážce uherské koruny, a jeho manželky Eleonory hraběnky Harrachové.
František se zabýval výrobou zbraní a již věku 27 let dosáhl hodnosti podplukovníka.
František II. Pállfy z Erdődu padl v boji při útoku na most v srpnu 1687. Neměl žádné děti, zanechal po sobě pouze manželku Kristýnu Drugethovou z Homonnay.